# Zsoresz Ivanovics Alfjorov
Zsoresz Ivanovics Alfjorov (orosz: Жорес Иванович Алфёров; belorusz: Жарэс Іванавіч Алфёраў; angol: Zhores Alferov, Vityebszk, 1930. március 15. − 2019. március 1.) fehérorosz, szovjet és orosz fizikus és tudós, aki jelentősen hozzájárult a korszerű heterostrukturált fizika és elektronika tudományának kialakulásához. Feltalálója a heterotranzisztornak és a 2000. évi fizikai Nobel-díj nyertese. Ő nemcsak tudós, hanem orosz politikus is, aki 1995 óta tagja volt az Állami Dumának.

## Születése és tanulmányok

GaAs / AlAs szuperrács és potenciális profilja látható a vezetési és a vegyérték sáv növekedésének irányában

Alfjorov Vicebszkben született (Belorusz SZSZK, Szovjetunió), a fehérorosz apa, Ivan Karpovics Alfjorov, gyárigazgató, és zsidó anya, Anna Vladimirovna gyermekeként. A Zsoresz (Zhores) nevet a francia szocialista Jean Jaurès után kapta, míg az idősebb testvére a Marx nevet Karl Marx után. 1947-ben befejezte a középiskolát (42) Minszkben, és megkezdte a fehérorosz Politeknikai Akadémiát. 1952-ben diplomát szerzett a V. I. Uljanov (Lenin) Elektrotechnikai Intézetben, Leningrádban.
1953 óta dolgozott a Szovjet Tudományos Akadémia A. F. Ioffe Fizikai-Műszaki Intézetében. Az Intézetben szerzett több tudományos fokozatot: a Tudomány és Technológia Kandidátusa 1961-től, a Fizika és Matematika Tudományok Doktora 1970-től. Az intézet igazgatója 1987 óta. Levelező tagjává választották a Szovjetunió Tudományos Akadémiának 1972-ben, és teljes jogú tagja 1979-től. 1989-től alelnöke a Szovjet Tudományos Akadémia elnökségének és a Szent-Pétervári Tudományos Központnak. 1995 óta tagja az Állami Dumának, az Oroszországi Föderáció Kommunista Pártjának listáján jutott be. 2000-ben megkapta a fizikai Nobel-díjat, valamint Herbert Kroemer is „A fejlődő félvezető heterostruktúrák nagysebességű – és optoelektronikai használatáért”.
Alfjorov feltalálta a heterotranzisztort. Ez a találmány képes megbirkózni sokkal magasabb frekvenciájú hullámokkal (EHF; MMW), mint elődei, és úgy tűnik, forradalmasította a mobiltelefonos és műholdas kommunikációt. Alfjorov és Kroemer egymástól függetlenül alkalmazzák ezt a tüzelőlézer technológiát. Ez viszont forradalmasította félvezető designt számos területen, többek között LED-ek, vonalkód olvasók és a CD-k tekintetében.
Hermann Grimmeiss, a Svéd Királyi Tudományos Akadémia tagja a Nobel-díj díjátadóján azt mondta: „Alfjorov nélkül nem lenne az lehetséges, hogy az információk a műholdakról a földre találjanak, vagy, a megszámlálhatatlanul sok mobiltelefonvonal a városok között éljenek, kommunikáljanak.”

## Kutatási terület

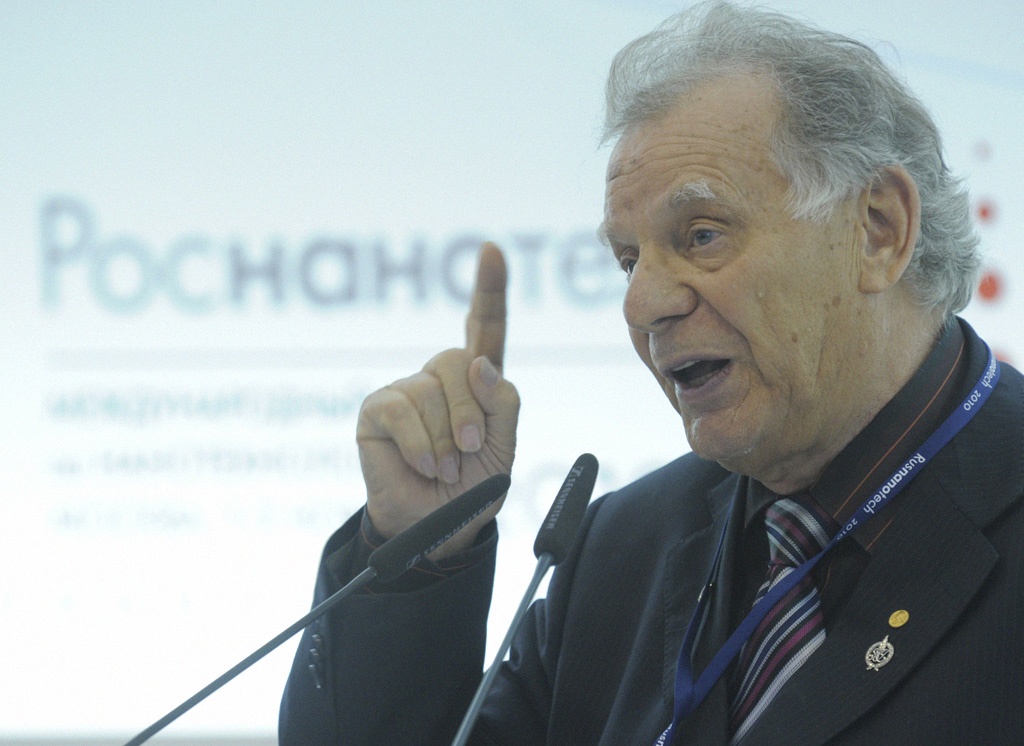
A Nanotechnológia Nemzetközi Fórumának moszkvai megnyitója (Rusnanotech 2010.)

1962 óta dolgozik a félvezető heterostruktúrák területén. Hozzájárult a félvezető heterostruktúrák fizikájának és technológiájának tudományos megismeréséhez. Különös tekintettel a tüzelő tulajdonságú lézerek fejlesztése, napelemek, LED-technológiák, és epitaxis folyamatok vezettek a korszerű heterostrukturált fizikához és elektronikához.
Nagy jelentőséget tulajdonít a félvezető heterostruktúrák jövőbeni felhasználásának, mint írja: „Sok tudós járult hozzá ehhez a figyelemre méltó haladáshoz, ami nem csak meghatározza nagy mértékben a szilárdtestfizika kilátásait, hanem bizonyos értelemben befolyásolja is az emberi társadalmat a jövőben.”.

## Politikai szerepvállalás

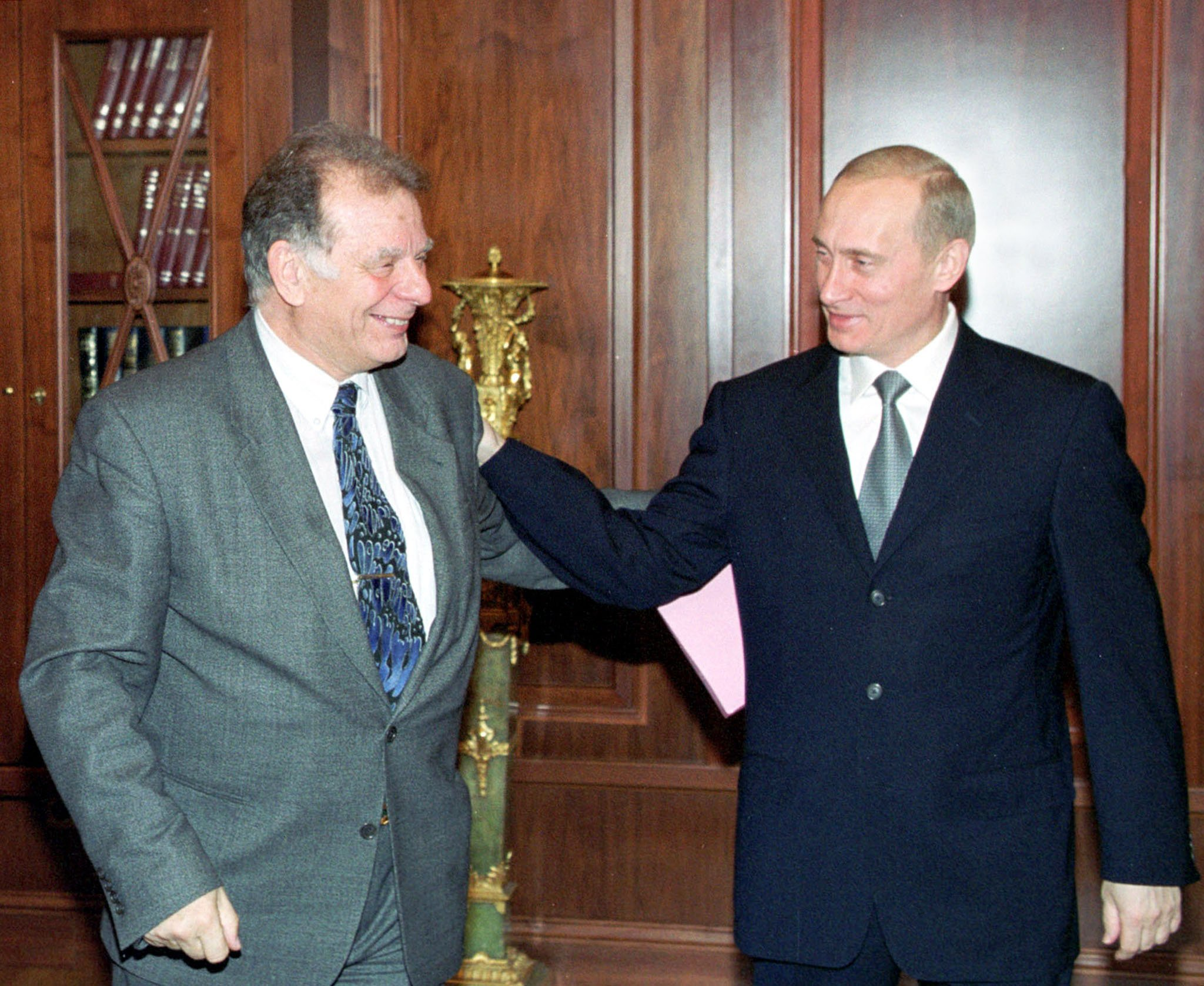
Találkozás Vlagyimir Putyinnal 2000. október 12-én

Alfjorovot választották az orosz parlament alsóházába, az Állami Dumába 1995-ben mint a helyettes párt vezetőjét a Mi Otthonunk Oroszország pártból, általában úgy, hogy támogatják politikájukkal az elnököt, Borisz Jelcint. 1999-ben választották újra, ezúttal listán, a Kommunista Párt az Oroszországi Föderációért listáján. Újraválasztották 2003-ban és 2007-ben, amikor a második helyen a pártszövetség választási listáján Gennagyij Zjuganov mögött és Nyikolaj Haritonovot megelőzve, annak ellenére, hogy nem tagja a pártnak. Ő volt az egyik aláírója annak a nyílt levélnek, amelyet az Orosz Tudományos Akadémia tagjai Vlagyimir V. Putyin elnökhöz címeztek az Oroszországban folyó vallási alapú oktatás ellen.

## Társadalmi szerepvállalás
Alfjorov a CRDF Global tanácsadó testület tagja.

## Díjai

### Oroszországtól és Szovjetuniótól kapott kitüntetések
- A Haza Érdemrendje:

1. osztálya (2005. március 14.) – kiemelkedő hozzájárulása a nemzet tudományához és aktív részvétel a jogalkotási tevékenységhez;
2. osztálya (2000);
3. osztálya (1999. június 4.) – kiemelkedő fejlődéséhez járult hozzá a nemzet tudományához és oktatásához a magasan képzett személyek terén, az Orosz Tudományos Akadémia megalakulásának 275. éves évfordulója alkalmából;
4. osztály (2010. március 15.) – a szolgálatával járult hozzá a nemzeti tudomány állami fejlődéséhez sokéves gyümölcsöző tevékenységével
- Lenin-rend (1986)
- Az Októberi Forradalom Rendje (1980)
- A Munka Vörös Zászló Rendje (1975)
- A Becsületrend Jelvénye (1959)
- Az Oroszországi Föderáció Állami Díja (2001)
- A Tudomány és Technológia Díja (2002. augusztus 5.) az ő munkája, „Alapvető tanulmányok a heterostruktúrák kvantum dotokkal lézeralapú létrehozásáért és azok tulajdonságaiért.”
- Lenin-rend (1972) – a félvezetőkön és heterostruktúrákon alapuló eszközök fejlesztéséért az alapkutatásban
- A Szovjetunió Állami Díja (1984) – az izoperiodikus heterostruktúrákon alapuló kvaterner szilárd anyagok A3B5 félvezető vegyületek fejlesztéséért

### Külföldi díjak
- Franciszk Szkarina Rend (Fehéroroszország, 2001. május 17.) – a nagy személyes fejlődése hozzá járult a fizika tudományához, a fehérorosz – orosz tudományos és műszaki együttműködés szervezéséért, Fehéroroszország és Oroszország népeinek barátságának erősítéséért
- Bölcs Jaroszláv Fejedelem Rendje 5. osztály (Ukrajna, 2003. május 15.) – személyes hozzájárulása Ukrajna és az Oroszországi Föderáció közötti társadalmi-gazdasági és humanitárius szféra együttműködésének fejlesztéséért
- francia Becsületrend (Franciaország)

### Egyéb díjak
- Fizikai Nobel-díj (Svédország, 2000, a Herbert Kroemer és Jack Kilby) – a nagy sebességű optoelektronikai félvezető heterostruktúrák fejlesztéséért
- Nick Holonyak Díj (Optical Society USA, 2000)
- Eurofizika Díj (European Physical Society, 1978) – az újdonságok a heterostruktúrák területén
- AP Karpinskij-díj (Németország, 1989) – hozzájárulásáért a heterostruktúrák fizikájához és technológiájához
- AF Joffe Díj (RAN, 1996) – munka, "A heterostruktúrákon alapuló napsugárzások optikai átalakításáért. "
- Demidov Díj (Scientific Demidov Foundation, Oroszország, 1999)
- Kiotó-díj (Inamori Alapítvány, Japán, 2001) – sikeres létrehozása szobahőmérsékleten, folyamatos üzemmódban félvezető lézereknek, – úttörő lépései az optoelektronikában
- Vernadsky Award (NAS, 2001)
- "Orosz Nemzeti Olimpikon". Az "Élő legendák" cím (Oroszország, 2001)
- Globális Energia Díj "Global Energy" (Oroszország, 2005)
- H. Welker Arany Medál (1987) – úttörő munka a III-V vegyületek csoportján alapuló elméleti és technológiai eszközök kutatásában
- Stuart Ballantine Medál (Franklin Institute, USA, 1971) – az elméleti és kísérleti tanulmányai a kettős lézer heterostruktúrák terén, amely létrehozta a kis méretű, szobahőmérsékleten, folyamatos üzemmódban működő lézerfényforrásokat
- Popov Medál (Tudományos Akadémia, 1999)
- SPIE Gold Medál (2002)
- GaAs Szimpózium Díja (1987) – úttörő munka a félvezető heterostructures alapján a III-V vegyületek és a csoport fejlődését dióda lézerek és fotodiódák
- Díjazott "Arany Tányér" (Academy of Achievement, USA, 2002)
- XLIX Mengyelejev Reader – 1993. február 19.
- Tiszteletbeli Professzora Érme as MIPT-nek (2008)
- Díszdoktora az Orosz-Örmény (szláv) Egyetemnek (Állami Oktatási Intézet az Orosz-Örmény (szláv) Egyetemen, Örményország, 2011)

## Képgaléria

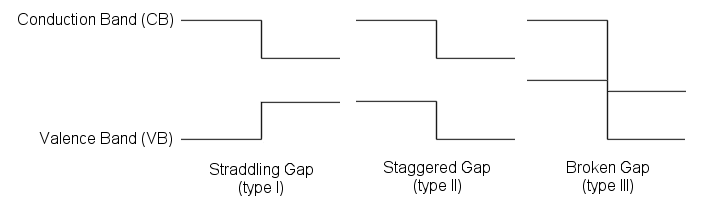
Heterojunction típusok
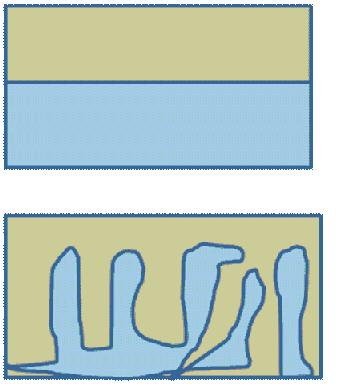
Heterojunction összehasonlítás
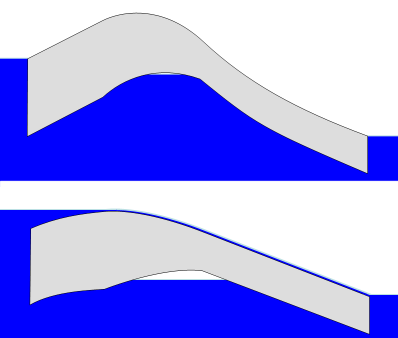
Lépcsőzetes hetero-bipoláris tranzisztor. Top = zárva, bottom = nyitott, szürke = sávú, kék = elektronok, fehér = lyuk, y-tengely = energia
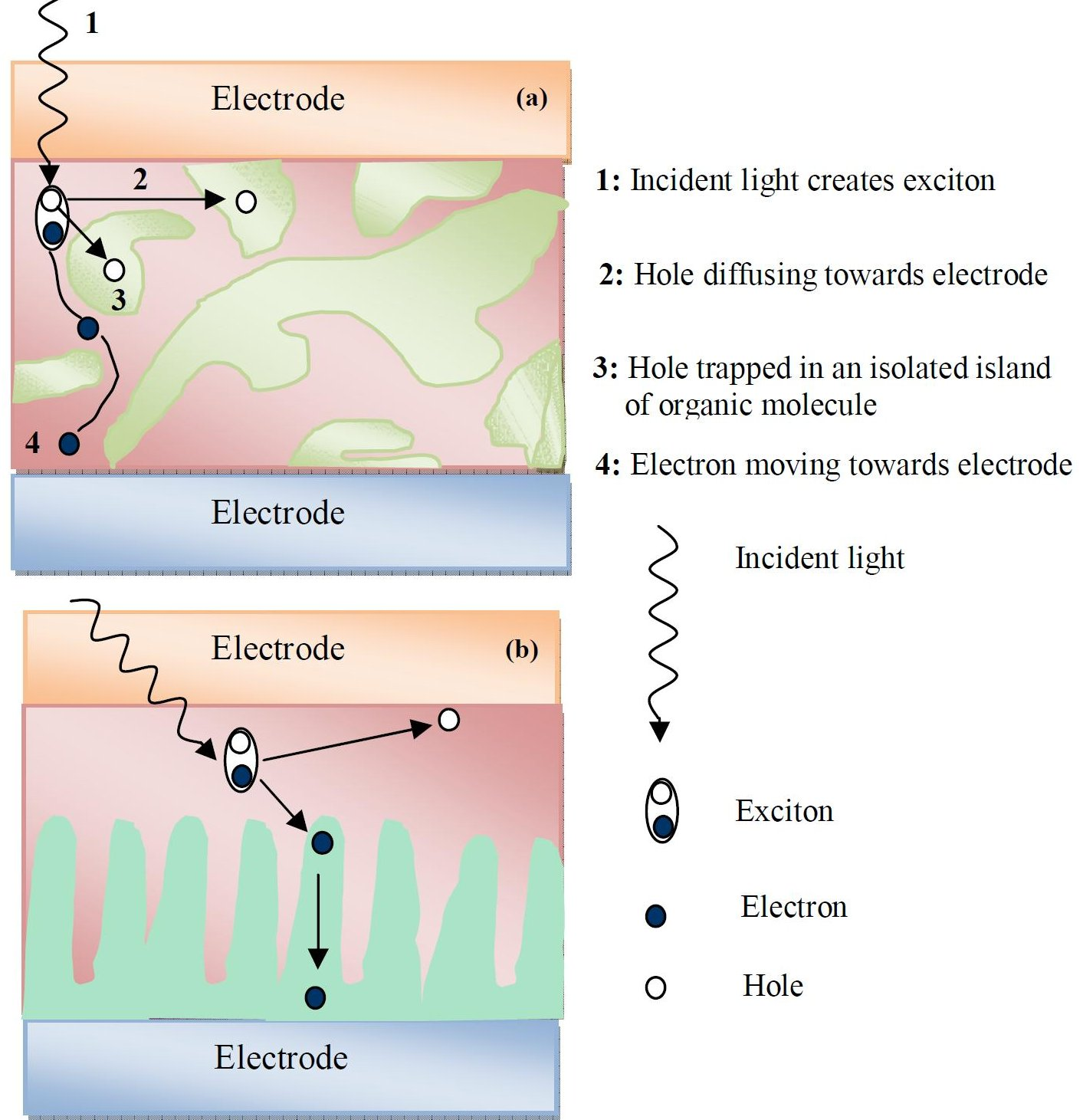
Nagyon összecsukott Hetero-junctionnek, (b): Hetero-junctionnek vezérelt növekedés